# 北方龐鯰
北方龐鯰，為輻鰭魚綱鯰形目粒鯰科的其中一種，為熱帶淡水魚，分布於亞洲泰國美喀河及馬來西亞彭亨河流域，體長可達10.1公分，棲息在底層水域，以甲殼類及有機碎屑為食，生活習性不明。